# Pegylis vestita
Pegylis vestita är en skalbaggsart som beskrevs av Brenske 1895. Pegylis vestita ingår i släktet Pegylis och familjen Melolonthidae. Inga underarter finns listade i Catalogue of Life.